# Балванештиј де Жос (Мехединци)
Балванештиј де Жос (рум. Bâlvăneștii de Jos) насеље је у Румунији у округу Мехединци у општини Балванешти. Oпштина се налази на надморској висини од 331 m.

## Становништво
Према подацима из 2002. године у насељу је живело 209 становника, од којих су сви румунске националности.